# Stejarii (okręg Jassy)
Stejarii – wieś w Rumunii, w okręgu Jassy, w gminie Țigănași. W 2011 roku liczyła 347 mieszkańców.